# 野中厚
野中 厚（のなか あつし、1976年11月17日 - ）は、日本の政治家。自由民主党所属の衆議院議員（5期）。文部科学副大臣。
衆議院農林水産委員長、農林水産副大臣、農林水産大臣政務官、埼玉県議会議員（2期）を歴任した。
祖父は国土庁長官を務めた元衆議院議員の野中英二。

## 来歴
埼玉県加須市生まれ。久喜市立本町小学校、慶應義塾中等部、慶應義塾高等学校を経て、2004年に慶應義塾大学商学部卒業。2005年6月、親族が代表取締役を務めるサイレキ建設工業に入社。

### 県議時代
2007年4月、埼玉県議会議員選挙に無所属で立候補し、初当選。当選後、自民党の追加公認を受け、同党会派に所属。2011年4月、埼玉県議会議員選挙に自民党公認で立候補し、無投票で再選。

### 衆議院議員
2012年、第46回衆議院議員総選挙に自民党公認で埼玉12区から出馬。民主党で現職の経済産業大臣政務官の本多平直や無所属の森田俊和らを破り当選した。
2014年の第47回衆議院議員総選挙では埼玉12区から自民党公認で出馬。次世代の党から立候補した森田俊和は、陣営の最高顧問に自民党の元衆議院議員を就け、保守層の支持拡大を図り、本多平直は前回同様民主党から出馬したが、野中が次点の森田に約1万5千票の差をつけ、再選。
2017年、第3次安倍第3次改造内閣で農林水産大臣政務官に任命された。同年の第48回衆議院議員総選挙では、埼玉12区から自民党公認で出馬し、希望の党から立候補した森田俊和に492票差まで詰め寄られたが、埼玉12区で3選（森田は比例復活により当選）。選挙後に発足した第4次安倍内閣で農林水産大臣政務官に再任。
2021年の第49回衆議院議員総選挙では石破茂、小渕優子、茂木敏充など閣僚経験者の党ベテラン議員が応援に駆けつけたものの、前回接戦で勝利した森田に敗れて落選。重複していた比例北関東ブロックで比例復活し、4選。
2022年8月、第2次岸田第1次改造内閣において、農林水産副大臣に就任した。
2023年10月、衆議院農林水産委員長に就任。
2024年3月、自民党環境と調和した持続可能な農業推進委員会（みどり委員会）委員長に就任。
同年第50回衆議院議員総選挙では引き続き森田に敗れて落選。重複していた比例北関東ブロックで比例復活し5選。
同年11月13日、第2次石破内閣で文部科学副大臣（科学技術・学術、文化担当）に就任。

## 政策・主張
- 衆議院46期任期中は、文部科学委員会、国家安全保障に関する特別委員会で各1回発言した[23]。
- 衆議院47期任期中は、経済産業委員会、法務委員会、地方創生に関する特別委員会、予算委員会、財務金融委員会で発言した[24]。
- 衆議院48期任期中、農林水産大臣政務官を退任した後は、主に農林水産委員会で発言した[25]。
- 衆議院49期任期当初は、法務委員会[26]、農林水産委員会（理事）[27]、東日本大震災復興特別委員会（理事）[28]、地方創生に関する特別委員会[29]の委員である。
- 憲法を改正することに肯定的[30][31][32][33][34]。2017年の総選挙の候補者アンケートに対しては、改正すべき項目として「国民の権利と義務」「戦争放棄と自衛隊」を挙げる[30]。2021年の総選挙前のアンケートでは、緊急事態条項に賛成と回答[32]。憲法9条の改正に肯定的で[35][36]、自衛隊の存在を明記すべきだとしている[31][32][33][37]。参議院議員通常選挙で隣接する県を一つの選挙区にする「合区」をなくすための憲法改正に賛成[36]。
- 日本の核武装について「今後の国際情勢によっては検討すべき」としている[36][32]。2017年の総選挙の候補者アンケートでは非核三原則を堅持することに肯定的だったが、2021年の総選挙前のアンケートでは「どちらとも言えない」としている。
- 日本の防衛力強化に肯定的[30][31][33][37]。集団的自衛権の行使に肯定的[35]。他国からの攻撃が予想される場合の敵基地攻撃能力保有に肯定的[30][31][32]。
- 特定秘密保護法は必要[35]。
- 同性婚を法律で認めることに否定的[30][32][38][33][37]。
- 選択的夫婦別姓制度の導入に否定的[30][32][38]。男性育児休業取得率目標は政府が掲げる2025年30％が妥当[32]。
- 組織犯罪処罰法の改正（共謀罪法案）に肯定的[30]。治安のための個人の権利制約に肯定的[31]。
- 外国人労働者の受け入れはこれで十分だとしている[32]。
- アメリカとの同盟関係強化に肯定的[37]。辺野古基地建設のために政府が埋め立てを進めるのはやむを得ない[32]。
- 中国は日本にとってやや脅威だが、中国や韓国に対しては政府の今の外交方針でよい[32]。北朝鮮に対しては圧力を優先すべき[30][31]。
- 当面は財政再建より景気対策のための財政出勤を優先すべきで[31]、プライマリーバランス黒字化を2025年度から先延ばしすることはやむを得ない[33]。
- 消費税について、2015年10月に予定されていた8％から10％への引き上げを2017年4月に延期することには賛成[35]。増税時は軽減税率を導入するべきとした[35]。2017年には8％から10％への引き上げには賛成だが[30]、引き上げ時期の延期は支持するとしていた[30]。2021年には、当面は消費税率10%を維持すべきで[32]、新型コロナ対策としての一時的な引き下げは不要と回答した[33]。
- 大企業や所得の多い人への課税強化に肯定的[30][33]。
- 財政健全化や社会保障より、幼児教育無償化や高等教育の負担軽減に予算を振り向けるべき[30]。高校、大学の無償化は所得制限が必要[32]。
- 国の科学技術予算は重点分野への選択と集中を進めるべき[37]。
- 年金、医療、介護などの社会保障について、給付水準を下げて国民負担を抑えるべきだ[32][37]。
- 原子力発電所は日本に必要であるとしている[35][36][32]。原子力規制委員会の審査に合格した原子力発電所は運転を再開すべき[30]。将来も電力源のひとつとして保つべきで[30]、依存度は現状を維持[33]、脱炭素のためであれば原子力発電への依存を容認すべき[37]、2030年の電源構成における原子力発電の占める割合は20～22%にすべきともしている[39]。福島第一原発の処理水の海洋放出はやむを得ない[31]。
- 政府が温室効果ガス削減目標として2030年度までに13年比46％削減を掲げたことに肯定的[32]。
- 候補者や議席の一定数を女性に割り当てるクオータ制の導入に否定的[32][33][37]。国会議員の被選挙権年齢の引き下げに否定的[30][32]。党議拘束を緩めることに否定的[32]。国会議員に定年を設けることに否定的[33][37]。
- 女性皇族が天皇になることに否定的[32]。女性宮家の創設に否定的[36]。
- 2017年当時、森友学園・加計学園問題への安倍内閣の対応に肯定的[30]。2021年においても、政府はこれ以上調査や説明をする必要はないと回答[32]。
- ヘイトスピーチの法規制に反対[35]。
- 首相の靖国神社参拝に肯定的[35][30]。
- 村山談話、河野談話は見直すべき[35]。
- 小中学校における道徳の教科科に賛成[35]。
- カジノの解禁に賛成[35][36]。
- 新型コロナの感染拡大防止のため、ロックダウン（都市封鎖）を法律で可能にすることに肯定的[33]。

## 発言等

### 農林水産大臣政務官時代
- 2018年1月、「森林減少ゼロに貢献するグローバル・サプライチェーンの推進に関する国際シンポジウム」で開会の挨拶を行い、「世界の森林減少をどのように食い止めるかが主要なテーマ」と指摘した上で、「SDGsの達成に向けては、民間セクターを含む多様な主体との連携強化を図ることが不可欠です。」と語った[40]。
- 2018年9月、CLT建築や地域興しの現場視察のため、高知市と三好市の視察を行った。高知市ではCLT建築である高知県自治会館を視察し、三好市では、シラクチカズラの資源管理(安定的な供給)に取り組んでいる現場を訪問した[41]。

### 農林水産副大臣時代
- 初となる農泊ガイドブックの販売を記念したトークイベントに農水副大臣として出席し、観光需要が回復し、海外からの来訪が増えてきていることを指摘した上で「農泊地域を推し、農村、山村、漁村のさらなる活性化を図っていく」[42]「農村の所得向上や雇用創出をサポートしたい」と語った[43]。
- 諫早湾干拓事業をめぐり、開門を求める漁業者と農林水産省で面会し、開門実施を求められ、「有明海再生に向け、ともに歩んでいきたい」と応じた[44]。
- 全国認定農業協議会の会長をはじめ、役員３人が農林水産省を訪れ、食を守るための緊急要請を行った際、一生産者が将来に希望を持てるよう支援することが重要であるとし、「食料・農業・農村基本法の見直しも踏まえ方向性を示していきたい」と応じた[45]。
- 「豊かなおおいた 森林を育み 木 と暮らし」をテーマに第45回全国育樹祭が開催され、全国緑の少年団表彰の受賞団への「緑の贈呈」を行った[46]。
- 2023年4月、G7農相会合に関連し開催された自国の取り組みをついて議論するパネルディスカッションに参加した。パネルディスカッションでは、「みどりの食料システム戦略に関する取り組みと気候スマートな農林水産業」と題して日本の農林水産・食料分野の対策を紹介した。また日本の取り組みは他国でも応用しやすい政策であるとし、「日本は世界の食料システムの構築に貢献する」と語った[47]。
- 2022年10月、東日本大震災の被災地を訪問し、福島県双葉町では町長、議長と会談を行い、町側から双葉町の農業の復興等に向けた重点要望として、財政支援、人的支援、水路等農業用施設の早期復旧、帰還困難区域の除染・伐木除草等について要望書を受け取った[48]。
- 2022年11月、香川県で発生した鳥インフルエンザへの対応をめぐって、県が発表した当日に香川県知事とオンライン会談を実施した[49]。
- 2022年11月、農林水産省が進める和食文化を普及し次世代に継承する取り組みの一環として行われている日本の伝統的な食文化である和食を学ぶ特別授業を視察し、「洋食を好きな人も多いかもしれないが、昔からある日本食を大切にして」と呼びかけた[50]。
- 2023年5月、衆議院農林水産委員会において、水産業を成長産業にしていくためには、「水産資源の適切な管理だけじゃなくて、やはり人材、そして特に若年層の確保というのは大切だ」と語っている[51]。
- 2023年6月、大雨で農業への大きな被害を受けた東三河地方の首長らから総合的な支援を求める要望書を受け取った。会談では「まだまだ被害は増えてくると思う。省全体で共有し、何ができるかを各課でしっかり考えさせたい」と語っている[52]。
- 2023年5月、「海業の振興においては、代表的な海業である遊漁船業はどのような位置づけとなっているのか」という農林水産委員会での質問に対して、「遊漁船業者が、今回の法改正による新しい基準に対応した業務規程に沿って適切な業務運営を行えるよう、遊漁船業者の指導監督を行う都道府県に対して、国としても、必要な助言等を行ってまいります。」「本法案に盛り込んだ遊漁船業に関する協議会制度を通じ、業務規程の運用に当たっての地域的な連携の促進等も図ってまいりたいと考えております。」と答えている[53]。
- 2023年8月、台風７号による大雨被害を受けた鳥取県の知事らが農林水産省等を訪問し、迅速な災害復旧に向けて財政支援を要望した。要望を受け、「できるだけ早く対応が取れるようにしたい」と応えた[54]。
- 鳥インフルエンザの発生時の対応を鶏舎単位に限定できるようにする「分割管理」の要点をまとめたことに関連し、家畜疾病の予防には「飼養衛星管理の徹底が必要だ」と改めて呼びかけた[55]。
- JA全中の会長らから、食料・農業・農村基本法の見直しについて要請された。その際、政府が政策の展開方向をまとめる６月に向け、「提言を踏まえ、準備していきたい」と応じた[56]。
- JA全中とJA新聞連が主催する「2022年度全国豆類経営改善共励会」の表彰式が農林水産省で行われ、大臣賞受賞者に賞状を手渡し、「皆さんの素晴らしい取り組みが広く普及し、国産豆類の振興がさらに拡大することを期待する」と語った[57]。
- 農林水産省とぐるなびが企画した「米・米粉消費拡大推進プロジェクト」のキックオフイベントに参加し、「米粉を家庭でも取り入れてもらえるように発信を強めたい」と語った[58]。
- 深谷市と市内3つのJAから「持続可能な農業経営に対する支援」の要望が行われ、「適正な価格形成は、生産者や消費者などの立場によって考え方が違う」と指摘した上で、「議論が必要になると思う。県や市とも連携して慎重に進めていきたい」と語った[59]。
- 食料・農業・農村基本法を20年ぶりに改正する背景として、「20年前と環境、情勢が変化したということで、それに伴い、持続可能で強固な食料供給基盤の確立を図る必要がある」と語っている[60]。
- 人口減少、そして農業従事者が減少していく中、生産を確保するためには、「例えば園芸や畜産ではブランド化や優良品種等への転換による付加価値向上、そして土地利用型農業では生産コストの低減など、地域の地理的条件や生産品目の特性などに応じた取組を通じて、農業で生計を立てられ、産地としても生産が維持されるような姿にしていく必要がある」とし、「地域の実情に応じてこのような農業の姿を実現していくことで、持続可能で強固な食料供給基盤を確立し、食料安全保障の強化を図ってまいりたい」と語っている[61]。
- 学校給食で有機農産物を使うことについて、「子供たちへの食育にもつながりますし、また、結果、地域に有機農産物の理解を深めていただくという、非常によい取組み」としている[62]。

### その他
- 党総合農林政策調査会のもとに「環境と調和した持続可能な農業推進委員会」（通称みどり委員会）が新設され、委員長に就き、「化学肥料、農薬に頼らない有機農業を広めるためには、生産現場だけではなく、消費者の理解醸成も重要」と指摘し、持続可能な農業が消費者にも受け入れられるよう議論を進めていく姿勢を示した[63]。また「自発的に参加してもらえる環境の醸成を図っていきたい」とも語った[64]。2024年5月には委員会として、学校給食に有機農産物を供給しているJA常陸などからの意見聴取を実施し、有機農産物の普及に関し、「JAの協力が非常に大きな役割を果たす」と指摘している[65]。
- 2024年4月、衆議院農林水産委員会の委員長として宮城県・福島県の両県を訪問し、食料・農業・農村基本法改正案めぐり生産現場の意見を聴取した。視察を終えた後、記者団に対して、「両県が抱える課題を再認識した。現場の生の声を聞くことができて良かった」と語った[66]。

## 人物

### 旧統一教会との関係
ジャーナリストの鈴木エイトが作成した「旧統一教会関連団体と関係があった現職国会議員168人」によれば、旧統一教会関連団体との関係について、かつて教団関連会合に出席していたとされる。

## 所属団体・議員連盟[68]
- ケアラー議員連盟 事務局長
- 熱中症対策推進議員連盟 事務局次長
- 治水議員連盟 事務局次長
- 指定自動車教習所を応援する議員連盟 事務局次長
- 医療と地域の明日を考える会 幹事
- フラワー産業議員連盟 幹事
- 街の酒屋さんを守る国会議員の会 幹事
- 地域包括ケアシステム・介護推進議連
- 国民の医療を守る会
- 自動車整備議員連盟
- トラック輸送振興議員連盟
- 建設技能者を支援する議員連盟
- 情報産業議員連盟
- 郵便局の新たな利活用を推進する議連

## 選挙歴
| 当落 | 選挙                     | 執行日         | 年齢 | 選挙区        | 政党       | 得票数    | 得票率 | 定数 | 得票順位 /候補者数 | 政党内比例順位 /政党当選者数 |
| ---- | ------------------------ | -------------- | ---- | ------------- | ---------- | --------- | ------ | ---- | ------------------ | ---------------------------- |
| 当   | 2007年埼玉県議会議員選挙 | 2007年4月8日   | 30   | 東第4区選挙区 | 無所属     | 1万1184票 | 49.59% | 1    | 1/3                | /                            |
| 当   | 2011年埼玉県議会議員選挙 | 2011年4月10日  | 34   | 東第4区選挙区 | 自由民主党 | ー票      | ー%    | 1    | 1/1                | /                            |
| 当   | 第46回衆議院議員総選挙   | 2012年12月16日 | 36   | 埼玉県第12区  | 自由民主党 | 6万5989票 | 31.99% | 1    | 1/6                | /                            |
| 当   | 第47回衆議院議員総選挙   | 2014年12月14日 | 38   | 埼玉県第12区  | 自由民主党 | 7万2422票 | 38.58% | 1    | 1/4                | /                            |
| 当   | 第48回衆議院議員総選挙   | 2017年10月22日 | 40   | 埼玉県第12区  | 自由民主党 | 8万6499票 | 44.96% | 1    | 1/3                | /                            |
| 比当 | 第49回衆議院議員総選挙   | 2021年10月31日 | 44   | 埼玉県第12区  | 自由民主党 | 9万8493票 | 48.97% | 1    | 2/2                | 2/7                          |
| 比当 | 第50回衆議院議員総選挙   | 2024年10月27日 | 47   | 埼玉県第12区  | 自由民主党 | 7万6395票 | 42.51% | 1    | 2/2                | 7/7                          |